# حمض الكلوروز
حمض الكلوروز هو مركب كيميائي لاعضوي صيغته HClO2، وهو حمض أكسجيني لعنصر الكلور، ويوجد فقط على شكل محلول وهو غير مستقر، ولا يمكن عزله بالشكل النقي. يطلق على الملح المستحصل من هذا الحمض اسم كلوريت.

## التحضير
يمكن تحضير هذا الحمض من تفاعل كلوريت الباريوم مع حمض الكبريتيك:
{\displaystyle \mathrm {Ba(ClO_{2})_{2}+H_{2}SO_{4}\rightarrow 2\,HClO_{2}+BaSO_{4}} }

## الخواص
يوجد عنصر الكلور في هذا المركب بحالة أكسدة مقدرها +3؛ ولا يمكن الحصول على حمض الكلوروز إلا على شكل محلول، وهو غير مستقر، إذ سرعان ما يتفكك إلى ثنائي أكسيد الكلور وكلوريد الهيدروجين:
{\displaystyle \mathrm {5\,HClO_{2}\rightarrow 4\,ClO_{2}+HCl+2\,H_{2}O} }

## الأملاح
تعد أملاح هذا الحمض من الكلوريتات أكثر ثباتية واستقراراً من الحمض نفسه، وهي الأكثر شهرة من بين أملاح الهالوجينات ذات الصيغة HXO2.